# Svetlana Adyrkhaïeva
Svetlana Dzantemirovna Adyrkhaïeva (en russe : Светла́на Дзантеми́ровна Адырха́ева), née le 12 mai 1938 à Khoumalag en république socialiste soviétique autonome d'Ossétie du Nord (URSS) et morte le 27 août 2023, est une ballerine soviétique de nationalité ossète, puis de citoyenneté russe, pédagogue et chorégraphe, nommée artiste du peuple de l'URSS en 1984.

## Biographie
Svetlana Adyrkhaïeva naît en 1938 dans un village d'Ossétie du Nord. Elle entre en 1946 à l'école de chorégraphie de Léningrad (aujourd'hui académie de ballet Vaganova) et étudie entre autres dans la classe de Varvara Mey et Elena Chiripina. Après son diplôme, elle est engagée dans la troupe de ballet du théâtre d'opéra et de ballet de Tcheliabinsk, puis entre 1958 et 1960 au théâtre d'opéra et de ballet d'Odessa. En 1960, elle est invitée au ballet du Bolchoï à danser le rôle d'Odette/Odile du Lac des cygnes. Elle devient ensuite soliste du Bolchoï, et le demeure jusqu'en 1988. Elle est suivie dans sa carrière par les leçons d'Assaf Messerer. C'est elle qui pose pour les illustrations photographiques de son manuel intitulé Leçons de danse classique («Уроки классического танца»).
Après avoir été enseignante de chorégraphie au GITIS, et donné parallèlement des cours de méthodique de danse classique, elle reçoit son diplôme de chorégraphe en 1980. En 1991-1996, elle fonde sa propre troupe avec son mari Alexeï Zakalinski, intitulée « théâtre de ballet Svetlana Adyrkhaïeva » dont elle est la directrice artistique. Entre 1995 et 2001, elle enseigne la danse classique à l'académie de chorégraphie de la nouvelle université d'humanités Natalia Nesterova.
À partir de 1997, elle préside l'association des chorégraphes de Russie. Elle retourne en 2001 au Bolchoï en tant que pédagogue-répétitrice. Elle travaille avec des ballerines comme Anna Antonitcheva, Ekaterina Kryssanova, Evguenia Obraztsova, Anastasia Stachkevitch, Anastasia Goriatcheva, Maria Semeniatchenko, etc.
Elle devient membre en 2013 du conseil artistique de la troupe du ballet du Bolchoï. Pour ses 75 ans, le Bolchoï donne un gala en son honneur (27 octobre 2013).

### Vie privée
Svetlana Adyrkhaïeva a épousé le danseur et pédagogue Alexeï Zakalinski (1941-2009). Ils ont une fille, Fatima, née en 1969. 

## Distinctions
- 1er prix du festival des théâtres musicaux, ensembles et chorales d'URSS (Moscou, 1958)
- Artiste émérite de la RSS d'Ossétie du Nord (1960)
- Artiste du Peuple de la RSS d'Ossétie du Nord (1963)
- Artiste émérite de RSFSR (1974)
- Artiste du Peuple d'URSS (1984)
- Artiste du Peuple de la République d'Ossétie du Sud (2008)
- Ordre du Drapeau rouge du Travail (1976)
- Ordre de l'Insigne d'honneur (1960)[2]
- Ordre de la Gloire d'Ossétie (2013)
- Ordre de l'honneur d'Ossétie du Sud (2013)
- Ordre de l'Amitié (Ossétie du Sud) (2018)
- Médaille de l'ordre du Mérite pour la Patrie de IIe classe (2014)[3]
- Prix «L'Âme de la danse» du magazine russe Ballet, dans la catégorie «Maître de danse» (2009)

## Répertoire

### Théâtre d'opéra et de ballet Glinka de Tcheliabinsk
- Zarema, La Fontaine de Bakhtchissaraï, de Boris Assafiev
- danseuse de rue, Don Quichotte de Léon Minkus
- Fleur de lys, Esmeralda de Cesare Pugni, chorégraphie de Glières
- Polovtsienne, Danses polovtsiennes de l'opéra de Borodine, Le Prince Igor

en qualité de soliste du ballet du Bolchoï:
- 1971 — Odette/Odile, Le Lac des cygnes de Tchaïkovski
- 1976 — Kitri, Don Quichotte, de Minkus
- 1977 — soliste, grand pas du ballet Paquita

### Théâtre d'opéra et de ballet d'Odessa
- Nikia, La Bayadère de Minkus
- la princesse Boudour, Aladdin et la lampe magique, de B. Saveliev

### Théâtre Bolchoï de Moscou
- 1960 — Odette/Odile, Le Lac des cygnes de Tchaïkovski, chor. de Petipa et Ivanov, révisée par Alexandre Gorski dans la version d'Assaf Messerer
- 1960 — danseuse de rue, Don Quichotte de Minkus, chorégraphie de Petipa, révisée par Gorski
- 1962 — Zarema, La Fontaine de Bakhtchissaraï d'Assafiev, chor. de Rostislav Zakharov
- 1962 — Gayaneh, Gayaneh d'Aram Khatchatourian, chorégraphie de Vassili Vainonen
- 1962 — soliste, la valse-caprice du programme Miniatures russes sur une musique d'A. Aliabiev, Glinka, Dargomyjski, Liadov, Tchaïkovski, chor. de Vladimir Varkovitski
- 1963 — l'automne, Cendrillon, de Prokofiev, chorégraphie de Rostisloav Zakharov
- 1963 — la maîtresse du Mont de Cuivre, La Fleur de pierre de Prokofiev, chor. de Iouri Grigorovitch
- 1963 — la fée Courage, La Belle au bois dormant, de Tchaïkovski, chor. de Petipa révisée par Iouri Grigorovitch
- 1964 — la princesse Florine, la fée Diamant, La Belle au bois dormant de Tchaïkovski, chor. de Petipa révisée par Grigorovitch
- 1964 — la maîtresse des dryades, Don Quichotte de Minkus, chor. de Petipa révisée par Gorski
- 1965 — Mekhmene Banou, La Légende de l'amour d'A. Melikov, chor. de Grigorovitch
- 1968 — Ægina, Spartacus de Khatchatourian, chor. de Grigorovitch
- 1972 — Kitri, Don Quichotte, de Minkus, chor. de Petipa révisée par Gorski
- 1975 — Odette/Odile, Le Lac des cygnes, de Tchaïkovski, chor. de Petitpa-Ivanov, version Grigorovitch
- 1976 — Béatrice, Amour pour amour, de T. Khrennikov, chor. V. Boccadoro
- 1977 — Magnolia, Cipollino de K. Khatchatourian, chor. de Heinrich Mayorov
- 1977 — la dame d'honneur, Le Lieutenant Kijé sur une musique de Prokofiev, chor. de Lapaouri et O. Tarassova
- 1981 — Bakhor, Poème indien sur une musique de Moussaïev, spectacle de Scott et Papko

### Tournées
Svetlana Adyrkhaïeva a fait des tournées au Japon, en Italie, en Angleterre, en France, en Égypte, en Hongrie, en Autriche, en Inde, en Birmanie, en Yougoslavie, au Mexique, en Roumanie, en Turquie, en Syrie, à Cuba et en Amérique du Sud... 
- 1964, Ballet Festival, Londres: la fée dragée, Casse-Noisette de Tchaïkovski, chor. Vainonen
- 1965, théâtre d'opéra et de ballet de Turkménie, Achgabat: Odette/Odile, Le Lac des cygnes de Tchaïkovski, chor. de Grigorovitch
- 1971, théâtre d'opéra et de ballet de Tcheliabinsk: Odette/Odile, Le Lac des cygnes de Tchaïkovski, chor. de Grigorovitch
- 1972, Paris: Ægina, Spartacus, d'Aram Khatchatourian, chor. de Grigorovitch
- 1976, théâtre d'opéra et de ballet de Tcheliabinsk: Kitri, Don Quichotte, de Minkus
- 1977, Athènes; Ægina, Spartacus de Khatchatourian, chor. de Grigorovitch
- 1979, théâtre d'opéra et de ballet d'Ossétie du Nord, Vladikavkaz: Tchabakhan, Khetag de D. Khakhanov, chor. d'Alexeï Zakalinski
- 1985, théâtre d'opéra et de ballet de Kouïbychev: Giselle, Giselle , d'Adolphe Adam, version d'Alla Chelest

## Mises en scène
- 1977, théâtre d'opéra et de ballet de Tcheliabinsk — grand pas du ballet Paquita (avec Alexeï Zakalinski)
- 1991, théâtre de ballet Svetlana Adyrkhaïeva, Sylphes d'automne sur une musique de Carl Maria von Weber (avec Alexeï Zakalinski)

## Filmographie
- 1980 — Ballet Bolchoï
- 1991 — Révélations du chorégraphe Fiodor Loupoukhov, film documentaire